# کریم خرم
عبدالکریم خُرم (متولد ۱۹۶۳) یک سیاست‌مدار افغان است. او از سال ۲۰۰۶ تا ۲۰۱۰ وزیر اطلاعات و فرهنگ افغانستان بود. در سال ۲۰۱۱، وی رئیس اداره امور رئیس‌جمهور حامد کرزی مقرر گردید. وی در زمان وزارت خود، نام وزارت کلتور و فرهنگ را به وزارت اطلاعات و فرهنگ تبدیل نمود که از اقدامات مهم به‌شمار می‌رود.
نخستین چالش دوره کاری او مجادله با رئیس وقت رادیو تلویزیون ملی افغانستان؛ نحیب روشن بود که به استعفای آقای روشن انجامید و دلیل آنهم گماشتن فردی از سوی آقای خرم به ریاست رادیو افغانستان بود.

## دستور به آب انداختن کتاب‌های تاریخی
در تاریخ ۴ جوزا/خرداد ۱۳۸۸، عبدالکریم خرم دستور داد تا بیش از هزار جلد کتاب فرهنگی و تاریخی را به دریاچه هیرمند بریزند تا از به این ترتیب کتاب‌های که از ایران به افغانستان به شکل غیرقانونی وارد می‌شده را چ نابود کند. کتاب‌های شناسنامه افغانستان، گل سرخ دل افگار، هزاره‌ها و … چند نمونه از این کتاب‌ها بودند. این واقعه با واکنش فرهنگیان و نویسندگان افغانستانی مواجه شد، همچنین کانون نویسندگان افغانستان، انجمن فرهنگی دانشجویان افغانستان، کانون وبلاگ نویسان افغانستان و چندین مجمع دیگر این اقدام را محکوم کرده و خواستار کناره گیری عبدالکریم خرم از وزارت اطلاعات و فرهنگ شدند.

سرویس خبری آریانانت در این مورد می‌نویسد: 
اقدام تبعیضانه و ناشییانه آقای عبدالکر یم خرم وزیر اطلاعات وفرهنگ افغانستان و دشمنی اش با زبان فارسی دری حتی برای ارگان‌های بلند رتبه دولتی و تعدار بسیاری از فرهنگی‌ان افغانستان قابل تحمل نبوده برای همین از او فاصله گرفته‌اند.